# Bymarka

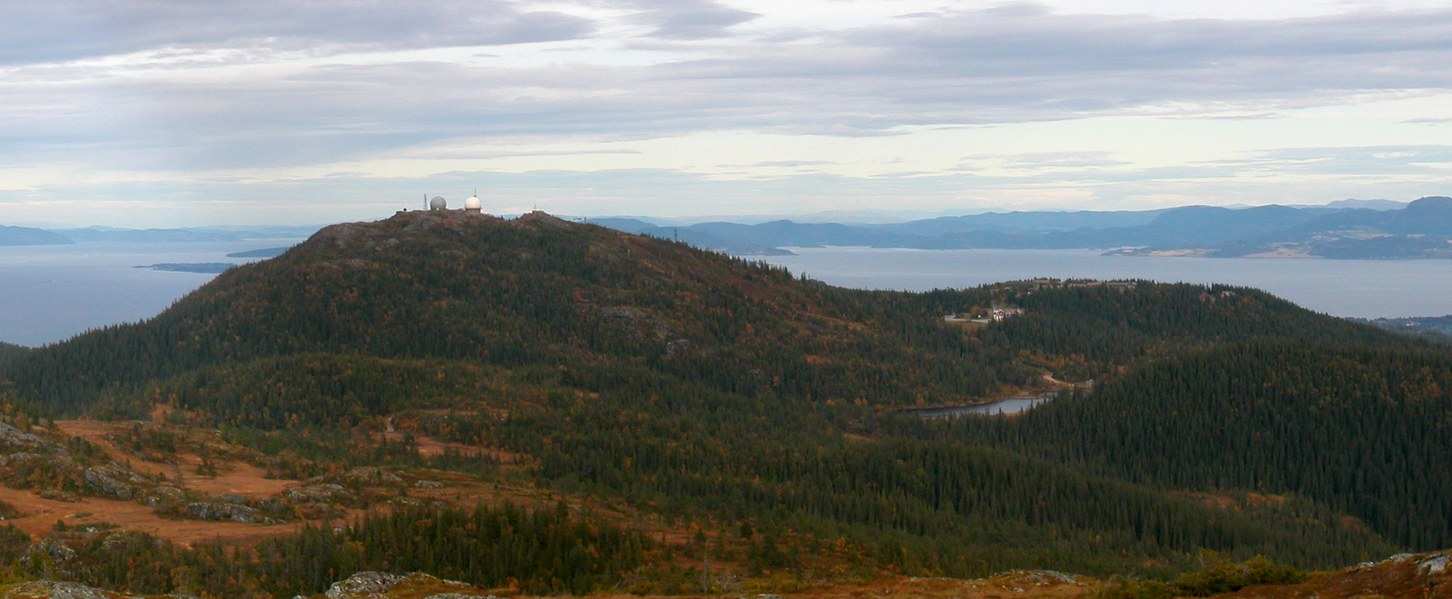
Berget Gråkallen (552 meter över hanet), sett från Storheia (537 meter över havet).

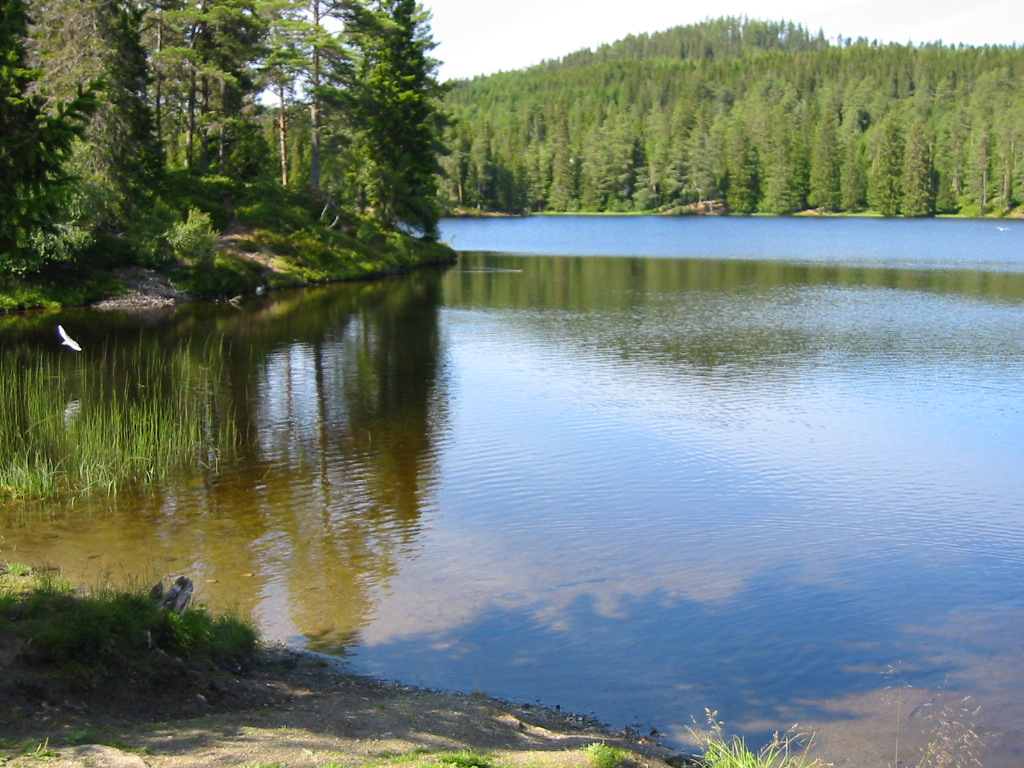
Baklidammen.

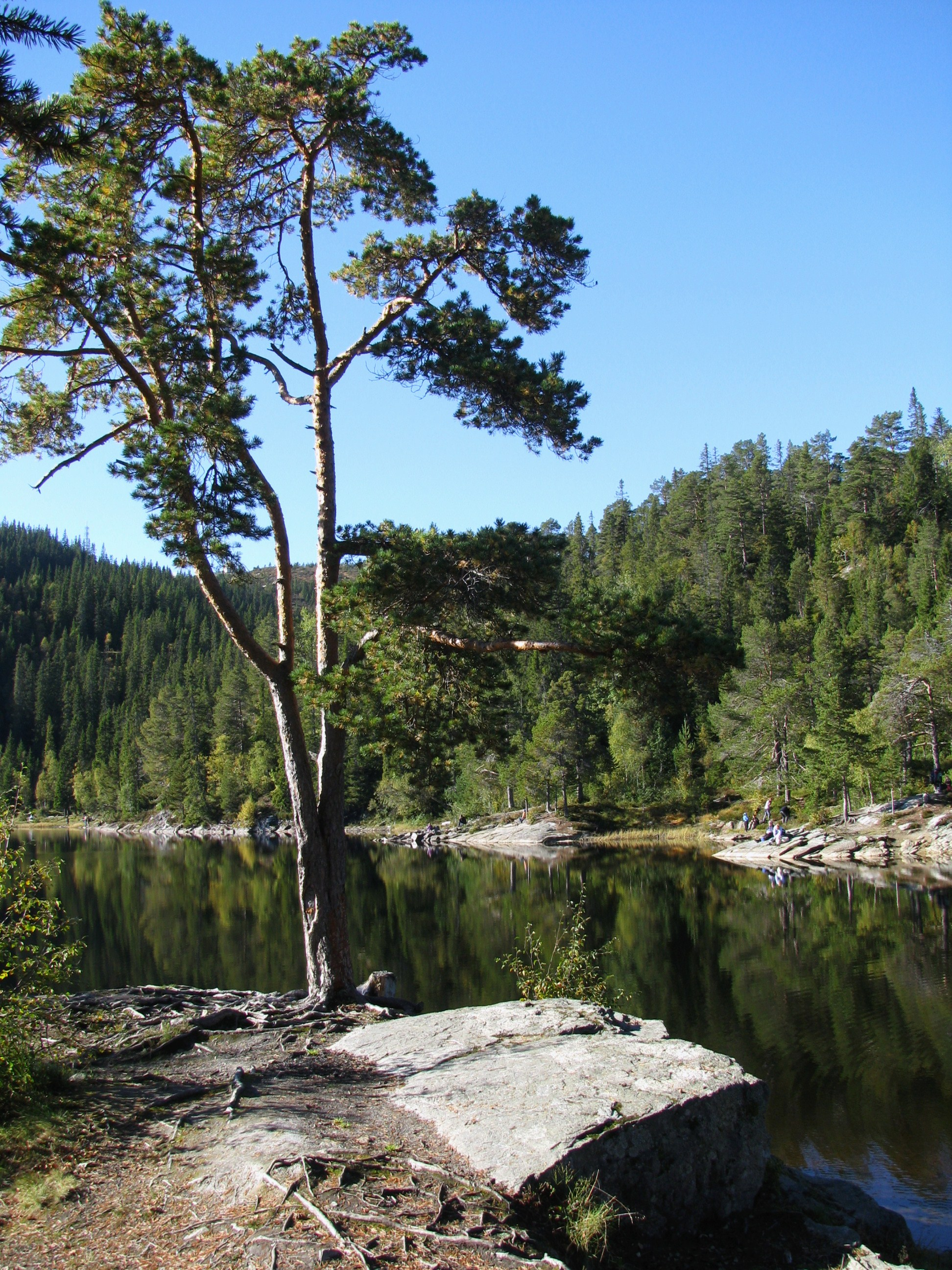
Sjö i Bymarka.

Bymarka är ett omkring 82 kvadratkilometer stort friluftsområde på Byneshalvøya väster om Trondheim i Norge, 32 km² ägs av Trondheims kommun, 40 km² är privatägd och resterande yta ägs av staten Det gränsar till stadsdelen Byåsen och nås från Trondheim med spårvagnslinjen Gråkallbanen.
Området är huvudsakligen beskogat, men har också kala fjäll. Det består av fyra delar. Det mittersta omedelbart väster om staden heter Trondheim bymark, (ofta kallat Trondheimsmarka), De tre övriga delarna är mer öde, men är också  genomkorsade av gångstråk. I norr ligger Trollamarka, i väster Bynesmarka och i söder Leinstrandmarka. Sammanlagt finns på Bymarka flera tiotal kilometer preparerade skidspår samt de två skidanläggningarna Granåsen och Gråkallen.
Naturen varierar mellan täta granskogar, varierad skogs- och myrmark och bergsterräng över trädgränsen (omkring 450 meter över havet).
Omkring 12 kvadratkilometer av norra Bymarka avsattes 2005 som naturreservat. Det ligger väster om bergen Gråkallen och Skjellbreia och sträcker sig från Sæteråsen och Storheia i söder och väster till Digermulen vid Trondheimsfjorden i norr.